# Armistizio di Cassibile
L'armistizio di Cassibile, detto anche armistizio corto o armistizio breve, fu un atto della seconda guerra mondiale che prevedeva la cessazione delle ostilità tra Alleati e Italia con la resa incondizionata di quest'ultima. Venne firmato il 3 settembre 1943 dai generali Giuseppe Castellano e Walter Bedell Smith e divenne pubblico l'8 settembre 1943. L'annuncio dell'armistizio ebbe per conseguenza l'invasione dei territori italiani da parte delle forze armate tedesche e l'inizio della Resistenza e della guerra di liberazione italiana contro il nazifascismo.
La stipula ebbe luogo in Sicilia nella frazione siracusana di Cassibile, in contrada Santa Teresa Longarini e rimase segreta per cinque giorni, nel rispetto di una clausola del patto che prevedeva che esso entrasse in vigore dal momento del suo annuncio pubblico. Il pomeriggio dell'8 settembre 1943 alle ore 17:30 (18:30 per l'Italia), Radio Algeri trasmise il proclama in lingua inglese per bocca del generale statunitense Dwight Eisenhower. Solo alle 19:42 il popolo italiano venne informato della firma grazie al proclama del primo ministro Pietro Badoglio trasmesso dai microfoni dell'EIAR.

## La caduta del fascismo
Nella prima metà del 1943, in una situazione generale di grave preoccupazione, indotta dall'opinione, sempre più condivisa, che la guerra fosse ormai perduta e che stesse apportando insopportabili e gravissimi danni al Paese, Benito Mussolini, capo del governo, operò una serie di avvicendamenti, che investirono alcuni dei più significativi centri di potere e delle alte cariche dello Stato, rimuovendo, tra l'altro, alcuni personaggi che reputava ostili alla prosecuzione del conflitto accanto alla Germania, o comunque più fedeli al Re che non al regime fascista. Tra gli altri, furono rimossi Giuseppe Volpi, Presidente della Confindustria e membro del Gran Consiglio del Fascismo, Galeazzo Ciano, Ministro degli Esteri e genero del Duce, relegato a servire quale ambasciatore presso la Santa Sede, e il Ministro della Cultura Popolare Alessandro Pavolini.
A corte, la principessa Maria Josè di Savoia, moglie del principe ereditario Umberto, già ai primi di settembre del 1942 - un anno prima dell'armistizio dell'8 settembre 1943 - aveva avviato, tramite Guido Gonella, contatti con il Vaticano, nella persona di monsignor Giovanni Battista Montini, auspicando di potersi avvalere della diplomazia pontificia, e quindi dell'Incaricato d'Affari dell'Ambasciata d'Italia presso la Santa Sede, l'ambasciatore Babuscio Rizzo, per fare da tramite e aprire un canale di comunicazione con gli Alleati anglo-americani (in particolare con l'Ambasciatore degli Stati Uniti presso la Santa Sede, Myron C. Taylor) al fine di far uscire l'Italia dalla seconda guerra mondiale. Di tale incontro la principessa informò il ministro della Real Casa Pietro d'Acquarone, che però le comunicò la contrarietà del re nei confronti di qualsiasi mediazione da parte della Santa Sede.
Ancora nel marzo 1943, nella Villa Caetani di Ninfa, fece incontrare Badoglio con l'altro maresciallo d'Italia Enrico Caviglia, presente Umberto Zanotti Bianco, liberale fortemente contrario al regime, per sensibilizzarli alla drammaticità del momento. Infine nell'aprile successivo la principessa organizzò un incontro "politico" tra l'esponente democristiano Giuseppe Spataro e lo stesso Badoglio che, però, dichiarò che si sarebbe mosso solo per ordine del re. Incurante dei rischi che correva, la Principessa di Piemonte si rivolse all'ambasciatore portoghese presso la Santa Sede per sondare se il primo ministro portoghese António de Oliveira Salazar si prestasse a far da tramite per conoscere le condizioni degli alleati in caso di uscita dell'Italia dal conflitto. La risposta positiva del dittatore portoghese Salazar circa la sua disponibilità a fare da intermediario per la conclusione della pace tra gli alleati e l'Italia giunse alla principessa nel giugno 1943. Il 19 luglio, quindi, il diplomatico individuato dalla stessa, Alvise Emo Capodilista, poté partire per Lisbona per prendere contatto con gli inglesi ma il succedersi degli avvenimenti resero infruttuoso tale tentativo
Contemporaneamente, in ambito militare, era sorta un'iniziativa finalizzata principalmente allo sganciamento dell'Italia dall'alleanza con i tedeschi e al suo passaggio in campo alleato. Ne furono protagonisti il Capo di Stato maggiore generale Vittorio Ambrosio, insieme al suo braccio destro, generale Giuseppe Castellano e il generale di corpo d'armata Giacomo Carboni. Tale azione fu autonoma rispetto a quella interna al Partito fascista, guidata da Dino Grandi, che si concretizzò con l'ordine del giorno presentato al Gran consiglio del fascismo e messo ai voti nella notte tra il 24 e il 25 luglio del 1943. Entrambe le iniziative contavano sull'intervento decisivo del sovrano.
Dino Grandi, in quei giorni, fu il solo gerarca che aveva un chiaro piano per uscire dall'impasse. A suo parere bisognava deporre Mussolini, poi lasciare al re il compito di formare un governo senza fascisti e contemporaneamente attaccare l'esercito tedesco in Italia. Solo così si sarebbe potuto sperare di mitigare le dure condizioni decise dagli Alleati alla Conferenza di Casablanca per i paesi nemici.
Grandi riuscì a coinvolgere prima Luigi Federzoni, già leader nazionalista, poi Giuseppe Bottai, e infine Galeazzo Ciano, che era pure genero del Duce. Con essi si diede vita all'Ordine del giorno che avrebbe presentato alla riunione del Gran Consiglio del Fascismo la sera del 24 luglio 1943 e che conteneva l'invito rivolto al re a riprendere le redini della situazione politica. L'Ordine del giorno fu approvato a notte fonda con 19 voti a favore, 8 contrari e un astenuto. Nella mattinata del 25 luglio il Maresciallo d'Italia Pietro Badoglio fu nominato nuovo capo del governo. Intorno alle 17:20 dello stesso giorno, Mussolini fu arrestato in base al piano ideato dai militari che aveva ottenuto l'assenso del re.
La nomina di Badoglio non significava una tregua, sebbene fosse un tassello della manovra sabauda per giungere alla pace. Attraverso un gran numero di espedienti, si cercò un produttivo contatto con le potenze alleate, cercando di ricostruire quei passaggi delle trattative (sempre indicate come spontanee e indipendenti) già intessute dalla principessa Maria José, che potevano stavolta meritare l'avallo del Re.

## Primi contatti con gli Alleati
Il nuovo esecutivo tentò dopo alcuni giorni dall'insediamento a prendere contatto con gli Alleati per porre fine alla partecipazione dell'Italia alla seconda guerra mondiale. Il compito venne affidato ad Alberto Pirelli che chiese la mediazione della Svizzera, la quale però – in nome del principio di neutralità – e nel timore di scatenare rappresaglie tedesche, declinò.
Dopo un infruttuoso contatto con gli ambasciatori anglo-americani presso il Vaticano, Badoglio e Raffaele Guariglia (ex ambasciatore d'Italia in Turchia poi nominato ministro degli Esteri) decisero allora di trasferire all'Ambasciata italiana a Lisbona un diplomatico con l'incarico di prendere contatto con l’omologo britannico accreditato sul posto. Per questa missione fu scelto il marchese Blasco Lanza d'Ajeta, che parlava bene l'inglese. Il diplomatico ricevette una lettera di presentazione da parte dell'ambasciatore britannico presso la Santa Sede sir Francis d'Arcy Osborne per sir Ronald Campbell, ambasciatore britannico in Portogallo e cugino di Osborne.
L'invio di questo funzionario di grado non elevato indicava che Badoglio voleva soprattutto tastare il terreno e guadagnare tempo: Lanza d'Ajeta, infatti, non ricevette credenziali che lo autorizzassero a negoziare ma solo istruzioni generiche. Arrivato a Lisbona il 4 agosto, nel colloquio che ebbe con sir Campbell chiese che le radio anglo-americane smettessero di attaccare Vittorio Emanuele III e Badoglio paventando il rischio di un'insurrezione comunista. Consigliò inoltre una manovra diversiva degli Alleati nei Balcani per alleggerire la pressione della Wehrmacht in Italia. Avvisò infine che entro pochi giorni Guariglia avrebbe incontrato il ministro degli Esteri tedesco Joachim von Ribbentrop ma solamente per guadagnare tempo. Nel complesso, la missione di Lanza d'Ajeta non ebbe altro risultato se non quello di alimentare sospetti sull'effettiva volontà dell'Italia di sganciarsi dal Terzo Reich, rafforzando le posizioni - che sarebbero poi emerse nella conferenza di Québec dell'agosto 1943 - di chi voleva imporre all'Italia una pace punitiva.

## La missione del generale Castellano
Il generale Giuseppe Castellano fu allora inviato a Lisbona per incontrare gli inviati alleati. Non poté tuttavia attuare la missione con la speditezza che la drammaticità della situazione esigeva. Castellano, infatti, fu autorizzato a raggiungere il territorio neutrale soltanto in treno, e impiegò tre giorni per raggiungere Madrid e in seguito Lisbona. Castellano non parlava inglese e poté avvalersi come traduttore e assistente del console Franco Montanari (che lo accompagnò in seguito fino a Cassibile). Solo il 19 agosto conferì con i rappresentanti del Comando Alleato. Ripartì il giorno 23, giungendo finalmente a Roma il 27 agosto.
La missione era durata quindici giorni. Nel frattempo, per affiancare l'inviato italiano, furono mandati a Lisbona in aereo il generale Rossi e il generale Zanussi, che si presentarono ai rappresentanti alleati appena ripartito Castellano per Roma. Questa scelta generò anche una certa perplessità tra gli Alleati; in particolare il generale Zanussi, già addetto militare a Berlino, non era ben visto dagli Alleati, peraltro confusi dall'invio di delegazioni così ravvicinate e senza coordinamento.
L'Ambasciatore britannico Ronald Campbell e i due generali inviati nella capitale portoghese dal generale Dwight David Eisenhower, lo statunitense Walter Bedell Smith e il britannico Kenneth Strong, acquisirono comunque la disponibilità di Roma alla resa. Accettare la resa (rinunciando a conquistare militarmente l'Italia), divenne dunque la scelta più utile, per la quale spendere molte energie diplomatiche, sia da parte americana sia degli altri alleati.
Il 30 agosto, Badoglio convocò Castellano, rientrato il 27 da Lisbona con qualche prospettiva. Il generale comunicò la richiesta di un incontro in Sicilia, che era già stata conquistata. La proposta fu avanzata dagli Alleati per il tramite dell'Ambasciatore britannico in Vaticano, D'Arcy Osborne che collaborava a stretto contatto con il collega statunitense Myron Charles Taylor. Si è congetturato che la scelta proprio di quel diplomatico non fosse stata casuale, a significare che il Vaticano, già attraverso monsignor Montini ben immerso in trattative diplomatiche per il futuro post-bellico, e sospettato dal Quirinale di aver osteggiato la pace in trattative precedenti, stavolta avallasse, o almeno non intendesse ostacolare, il perseguimento di un simile obiettivo.

## La scelta delle condizioni e la "Memoria OP 44"
Badoglio, che era convinto di poter negoziare la resa, quantunque si trattasse in realtà di una richiesta di cessazione delle ostilità, inviò Castellano come ambasciatore presso gli Alleati. Castellano fu incaricato di specificare una condizione: l'intervento alleato nella penisola. Badoglio decise addirittura di chiedere agli Alleati di conoscere quali fossero i loro piani, sebbene il conflitto fosse ancora in corso.
Tra le tante altre condizioni che furono richieste agli Alleati, solo quella di inviare 2.000 unità paracadutate su Roma per la difesa della Capitale fu accolta, anche perché in parte già prevista dai piani alleati (ma sarebbe stata poi snobbata dagli stessi comandi italiani). Il 31 agosto il generale Castellano giunse a Termini Imerese e fu portato a Cassibile (Siracusa).
Castellano chiese garanzie agli Alleati riguardo alla reazione tedesca contro l'Italia alla notizia della firma dell'armistizio e, in particolare, uno sbarco alleato a nord di Roma precedente all'annuncio; da parte alleata si ribatté che uno sbarco in forze e l'azione di una divisione di paracadutisti sulla capitale (un'altra richiesta su cui Castellano insistette) sarebbero stati in ogni caso contemporanei e non precedenti alla proclamazione dell'armistizio. In serata Castellano rientrò a Roma per riferire.
Il giorno successivo Castellano fu ricevuto da Badoglio; all'incontro parteciparono il Ministro degli Esteri Raffaele Guariglia e i generali Vittorio Ambrosio e Giacomo Carboni. Emersero posizioni non coincidenti: Guariglia e Ambrosio ritenevano che le condizioni alleate dovessero a quel punto essere accettate; Carboni dichiarò invece che il Corpo d'Armata da lui dipendente, schierato a difesa di Roma, non avrebbe potuto difendere la città dai tedeschi per mancanza di munizioni e carburante. Badoglio, che nella riunione non si pronunciò, fu ricevuto nel pomeriggio dal re Vittorio Emanuele, che decise di accettare le condizioni. Il 2 settembre il comando militare supremo italiano emanó un documento - la Memoria OP 44 - che dava disposizioni circa l'atteggiamento delle truppe italiane con i tedeschi subito dopo la firma dell'armistizio.

## L'arrivo di Castellano a Cassibile e la stipula
Un telegramma di conferma fu inviato agli Alleati; in esso si preannunciava anche l'imminente invio del generale Castellano. Il telegramma fu intercettato dalle forze tedesche in Italia che, già in sospetto di una simile possibile soluzione, presero a mettere sotto pressione, attraverso il comandante della piazza di Roma, Badoglio: questi enfaticamente spese molte volte la propria parola d'onore per smentire qualsiasi rapporto con gli americani, ma in Germania cominciarono a organizzare delle contromisure.
Il 2 settembre Castellano ripartì per Cassibile, per dichiarare l'accettazione da parte italiana del testo dell'armistizio; non aveva tuttavia con sé alcuna autorizzazione scritta a firmare. Badoglio, che non gradiva che il suo nome fosse in qualche modo legato alla sconfitta, cercava di apparire il meno possibile e non gli aveva fornito deleghe per la firma, auspicando evidentemente che gli Alleati non pretendessero altri impegni scritti oltre al telegramma spedito il giorno precedente.
Castellano sottoscrisse il testo di un telegramma da inviare a Roma, redatto dal generale Bedell Smith, in cui si richiedevano le credenziali del generale, cioè l'autorizzazione a firmare l'armistizio per conto di Badoglio, che non avrebbe più potuto evitare il coinvolgimento del suo nome; si precisò che, senza tale firma, si sarebbe prodotta l'immediata rottura delle trattative. Ciò, naturalmente, perché in assenza di un accredito ufficiale, la firma di Castellano avrebbe impegnato solo lo stesso generale, certo non il governo italiano. Nessuna risposta pervenne tuttavia da Roma. Al che, nella prima mattinata del 3 settembre, per sollecitare la delega, Castellano inviò un secondo telegramma a Badoglio, che questa volta rispose quasi subito con un radiogramma in cui chiariva che il testo del telegramma del 1º settembre era già un'implicita accettazione delle condizioni di armistizio poste dagli Alleati.
Ma di fatto continuava comunque a mancare una delega a firmare e si dovette attendere un ulteriore telegramma di Badoglio, pervenuto solo alle 16:30: oltre all'esplicita autorizzazione a firmare l'armistizio per conto di Badoglio, il telegramma informava che la dichiarazione di autorizzazione era stata depositata presso l'ambasciatore britannico in Vaticano D'Arcy Osborne. A quel punto si procedette alla firma del testo dell'armistizio 'breve'.

## Le firme

Il generale Giuseppe Castellano firma l'armistizio a Cassibile per conto di Badoglio. In piedi Walter Bedell Smith (a destra) e il funzionario del ministero degli esteri Franco Montanari (a sinistra).

L'operazione ebbe inizio intorno alle 17. Apposero la loro firma Castellano, a nome di Badoglio, e Walter Bedell Smith (futuro direttore della CIA) a nome di Eisenhower. Alle 17:30 il testo risultava firmato. Fu allora bloccata in extremis dal generale Eisenhower la partenza di cinquecento aerei già in procinto di decollare per una missione di bombardamento su Roma, minaccia che aveva corroborato lo sveltimento dei dubbi di Badoglio e che probabilmente sarebbe stata attuata se la firma fosse saltata.
Harold Macmillan, il Ministro britannico distaccato presso il Quartier Generale di Eisenhower, informò subito Churchill che l'armistizio era stato firmato "[...] senza emendamenti di alcun genere".
A Castellano furono solo allora sottoposte le clausole contenute nel testo dell'armistizio 'lungo', già presentate invece a suo tempo dall'ambasciatore Campbell al generale Giacomo Zanussi, anch'egli presente a Cassibile già dal 31 agosto, che tuttavia, per ragioni non chiare, aveva omesso di informarne il collega. Bedell Smith sottolineò che le clausole aggiuntive contenute nel testo dell'armistizio "lungo" avevano tuttavia un valore dipendente dalla effettiva collaborazione italiana alla guerra contro i tedeschi.
Nel pomeriggio dello stesso 3 settembre Badoglio si riunì con i Ministri della Marina, De Courten, dell'Aeronautica, Sandalli, della Guerra, Sorice, presenti il generale Ambrosio e il Ministro della Real Casa Acquarone: non fece cenno alla firma dell'armistizio, riferendosi semplicemente a trattative in corso.
Fornì invece indicazioni sulle operazioni previste dagli Alleati; in particolare, nel corso di tale riunione, avrebbe fatto cenno allo sbarco in Calabria, a uno sbarco di ben maggiore rilievo atteso nei pressi di Napoli e all'azione di una divisione di paracadutisti alleati a Roma, che sarebbe stata supportata dalle divisioni italiane in città perché ormai l'Italia avrebbe agevolato gli alleati.
Intanto Hitler, il 7 settembre, aveva chiesto al suo comando di formalizzare in un ultimatum le pressanti richieste che i comandi militari tedeschi facevano al comando supremo italiano.
Le richieste comprendevano la libertà di movimento delle truppe tedesche in ogni parte del territorio italiano, in particolare le installazioni della Marina militare. Con insistenza, i tedeschi avevano chiesto più volte di stabilire quartiere alla Spezia, per difendere il locale grande Arsenale della Marina, sede della Flotta Navale da Battaglia e base delle principali navi della Marina (da questo porto, la notte fra l'8 e il 9 settembre, uscirà la Flotta per andare a consegnarsi agli Alleati in ottemperanza delle condizioni d'armistizio, inclusa la "Roma", poi affondata al largo dell'Asinara dall'aviazione tedesca), il ritiro delle truppe italiane dalle zone di confine con il Reich, la sottomissione di tutte le truppe italiane presenti nella Valle del Po alle direttive del Heeresgruppe B, creazione di un grande contingente di truppe italiane per la difesa dell'Italia del Sud dall'invasione alleata e modifica della catena di comando in favore di un controllo tedesco delle forze armate italiane.
L'ultimatum doveva essere firmato da Hitler il 9 settembre, ma l'annuncio dell'armistizio lo rese inutile.

## Gli eventi correlati e la divulgazione
Nelle prime ore del mattino del 3 settembre, dopo un bombardamento aeronavale alleato delle coste calabresi, ebbe inizio fra Villa San Giovanni e Reggio Calabria lo sbarco di soldati della 1ª Divisione canadese e di reparti britannici; si trattò di un imponente diversivo per concentrare l'attenzione dei tedeschi molto a sud di Salerno, dove avrebbe avuto invece luogo lo sbarco principale.
Due americani, il generale di brigata Maxwell D. Taylor e il colonnello William T. Gardiner, furono inviati in segreto a Roma per verificare le reali intenzioni degli italiani e la loro effettiva capacità di supporto per i paracadutisti americani. La sera del 7 settembre incontrarono il generale Giacomo Carboni, responsabile delle forze a difesa di Roma. Carboni manifestò l'impossibilità delle forze italiane di appoggiare i paracadutisti americani e la necessità di rinviare l'annuncio dell'armistizio. Gli americani chiesero di vedere Badoglio, il quale confermò l'impossibilità di un immediato armistizio. Eisenhower, avvisato dei fatti, fece annullare l'azione dei paracadutisti, che avevano già parzialmente preso il decollo dalla Sicilia, e decise di rendere pubblico l'armistizio. Alle 18:30 dell'8 settembre gli Alleati annunciarono l'armistizio dai microfoni di Radio Algeri. Alle 18:45 un bollettino della Reuters raggiunge Vittorio Emanuele e Badoglio al Quirinale; il Re decise di confermare l'annuncio degli americani.
L'armistizio fu reso pubblico alle 19:42 dell'8 settembre dai microfoni dell'EIAR che interruppero le trasmissioni per trasmettere l'annuncio (precedentemente registrato) della voce di Badoglio che annunciava l'armistizio alla nazione.

## Le conseguenze

Prima pagina del Corriere della Sera con l'annuncio dell'armistizio

L'annuncio dell'armistizio da parte degli alleati colse del tutto impreparate e lasciò quasi prive di direttive le forze armate italiane che si trovavano impegnate in compiti di occupazione all'estero, e quelle addette alla protezione del territorio metropolitano: non vi erano ordini né piani, né ve ne sarebbero stati nei giorni a seguire.
Il mattino successivo, di fronte alle prime notizie di un'avanzata di truppe tedesche dalla costa tirrenica verso Roma, il re, la regina, il principe ereditario, Badoglio, due ministri del Governo e alcuni generali dello stato maggiore furono trasferiti nel Sud Italia per mettersi in salvo dal pericolo di una cattura da parte tedesca e per rappresentare ancora il Regno d'Italia in una zona non occupata né dai tedeschi né dagli Alleati. Brindisi divenne per qualche mese la sede degli enti istituzionali. Il progetto iniziale era stato quello di trasferire con il re anche gli stati maggiori al completo delle tre forze armate, ma solo pochi ufficiali raggiunsero Brindisi.
Tristemente noto è l'episodio dell'imbarco nel porto di Ortona: poiché non c'era posto per tutti i componenti del numeroso seguito, molti di loro, pur essendo alti ufficiali delle Forze Armate, si gettarono inutilmente all'assalto della piccola corvetta Baionetta, e una volta respinti a terra, colti dal panico, vestirono abiti borghesi e, abbandonando bagagli e uniformi per terra nel porto, si diedero alla macchia.
Così, mentre avveniva il totale sbandamento delle forze armate, le armate tedesche della Wehrmacht e delle SS presenti in tutta la penisola poterono far scattare l'Operazione Achse (secondo i piani già predisposti sin dal 25 luglio dopo la destituzione di Mussolini) occupando tutti i centri nevralgici del territorio nell'Italia settentrionale e centrale, fino a Roma, sbaragliando quasi ovunque l'esercito italiano: la maggior parte delle truppe fu fatta prigioniera e venne mandata nei campi di internamento in Germania, mentre il resto andava allo sbando e tentava di rientrare al proprio domicilio. Di questi ultimi, chi per motivi ideologici o per opportunità si diede alla macchia andò a costituire i primi nuclei del movimento partigiano della resistenza italiana.

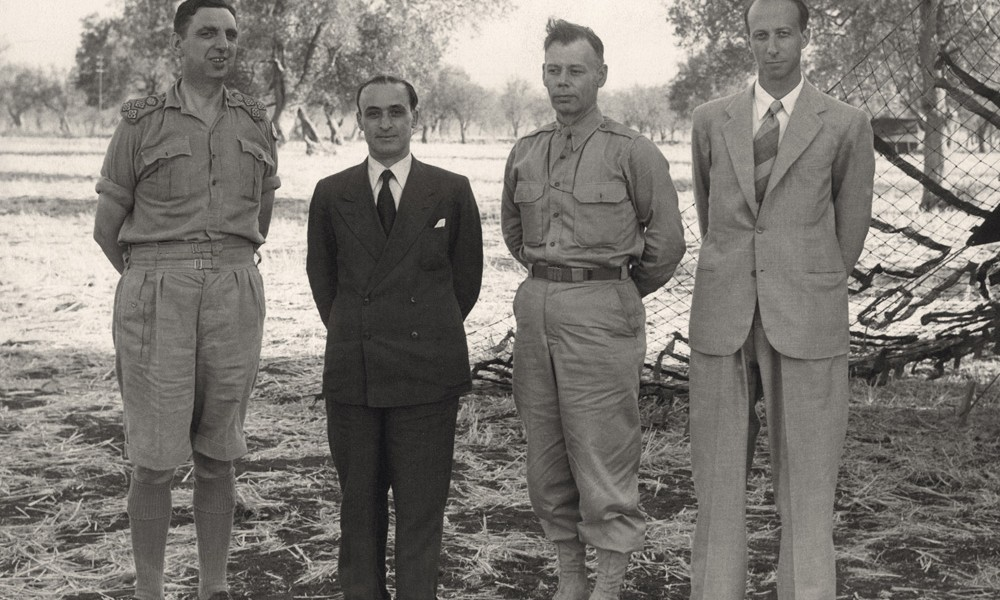
Cassibile (Siracusa), 3 settembre 1943.
Dopo la firma dell'armistizio fra l'Italia e le potenze alleate, posano per una foto nell'oliveto presso la tenda dove si è svolta la cerimonia. Da sinistra, il brigadiere generale inglese Kenneth Strong, il generale italiano Giuseppe Castellano, il generale statunitense Walter Bedell Smith (futuro direttore della CIA) e il diplomatico Franco Montanari, che aveva svolto le funzioni di traduttore e interprete per Castellano.

Nonostante alcuni straordinari episodi di valore in patria e su fronti esteri da parte del regio esercito italiano (tra i più celebri si ricordano quelli che si conclusero con l'eccidio di Cefalonia e con l'eccidio di Coo, avvenuto dopo la battaglia di Coo), quasi tutta la penisola cadde sotto la rapida occupazione tedesca, la maggior parte  delle forze armate venne disarmato, mentre l'intera impalcatura dello Stato era allo sbando. Le forze cobelligeranti italiane (esercito, marina e aeronautica) riuscirono a sconfiggere e mettere in fuga il nemico tedesco solo a Bari, grazie al deciso e fermo atteggiamento del generale Nicola Bellomo, in Sardegna e in Corsica (che era stata occupata dall'Italia). A Napoli, invece, fu la popolazione a mettere in fuga le truppe nazifasciste dopo una battaglia durata quattro giorni (episodio ricordato come quattro giornate di Napoli). Una questione a parte si originò circa la mancata difesa di Roma, che poté essere espugnata dai tedeschi malgrado la ferma opposizione fra gli altri reparti militari italiani, di alcuni reggimenti dell'Arma di Cavalleria del Regio Esercito come  "Genova Cavalleria" (4°) "Lancieri di Montebello" (8°), "Lancieri di Vittorio Emanuele II°" (10°), questi ultimi due montati anche su semoventi da 75/18 su scafo M42.
La Regia Marina, che era ancorata nei porti da circa un anno per penuria di carburante, dovette consegnarsi nelle mani degli Alleati a Malta come prescritto nelle condizioni di armistizio. Successivamente, dopo la consegna, le navi maggiori furono internate nei Laghi Amari mentre il naviglio minore si unì alle flotte alleate per combattere contro il nuovo nemico. In seguito buona parte della flotta, in ottemperanza del trattato di Parigi del 1947, venne ceduta alle potenze vincitrici o demolita.
La sera dell'8 settembre, quando il ministro della Marina De Courten annunciò alle basi di La Spezia e di Taranto l'armistizio e l'ordine del re di salpare con tutte le navi per Malta, tra gli equipaggi si rischiò la rivolta e in quelle concitate ore c'era chi proponeva di lanciarsi in un ultimo disperato combattimento, chi di autoaffondarsi. Il contrammiraglio Giovanni Galati, comandante del gruppo di incrociatori leggeri Luigi Cadorna, Pompeo Magno e Scipione Africano, rifiutò la resa e dichiarò che non avrebbe mai consegnato le navi ai britannici a Malta, mostrando l'intenzione di salpare per il Nord, o per cercare un'ultima battaglia, o per autoaffondare le navi. L'ammiraglio Brivonesi, suo superiore, dopo aver tentato invano di convincerlo a obbediire agli ordini del Re, al quale aveva prestato giuramento, lo fece mettere agli arresti in fortezza, insieme con Galati furono sbarcati il capitano di vascello Baslini e il tenente di vascello Adorni, che si erano rifiutati di consegnare agli alleati le navi al loro comando.
De Courten nel pomeriggio telefonò a La Spezia all'ammiraglio Bergamini, ammettendo che l'armistizio era ormai imminente; dovendo però andare al Quirinale, lasciò al suo vice, ammiraglio Sansonetti, ex compagno di corso di Bergamini, il compito di convincerlo. Bergamini, con riluttanza, accettò formalmente gli ordini lasciando gli ormeggi, ma De Courten nascose la clausola del disarmo che pure era tra le condizioni dell'armistizio così come alcune clausole del Promemoria Dick, allegato all'armistizio.

Tale documento prevedeva, fra l'altro, di innalzare un pennello nero o blu scuro sull'albero di maestra e di porre in coperta grandi dischi neri; questi segnali saranno innalzati dall'ammiraglio Oliva solo alle ore 7 del 10 settembre dopo comunicazione della Supermarina, mentre Bergamini innalzò il gran pavese navigando verso Malta, la sua navigazione si concluse il pomeriggio del giorno seguente, quando la Roma venne sventrata da una bomba teleguidata Fritz-X lanciata da un Dornier Do 217 tedesco.

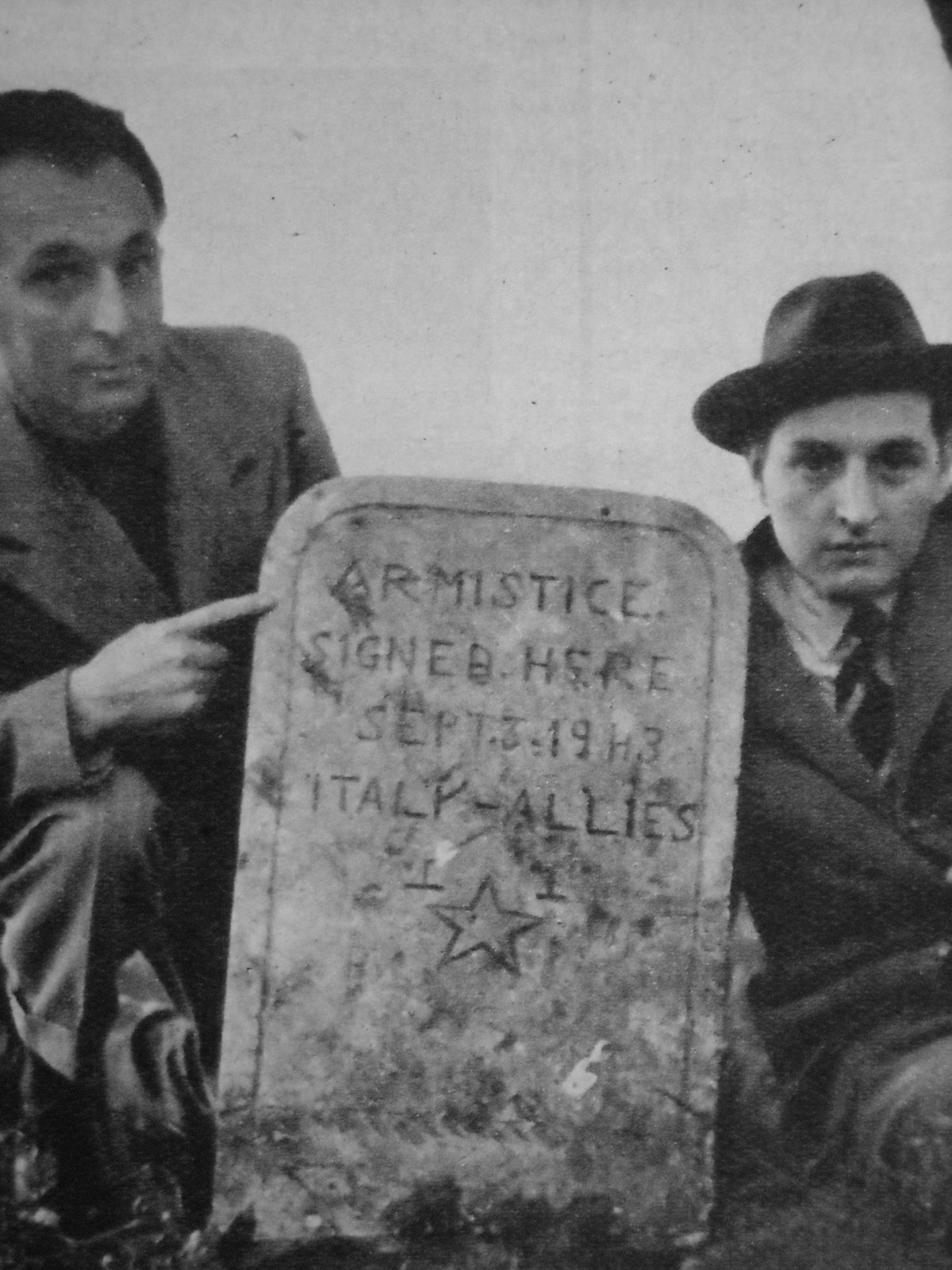
La "Pietra della pace" - Cassibile (Siracusa) donata dallo Stato Maggiore di Eisenhower alla baronessa Aline Grande

Il naviglio della Regia Marina perso a causa dell'armistizio, sia per autoaffondamento sia per cattura da parte dei tedeschi fu di 294 363 tonnellate per 392 unità già operative, e di 505 343 tonnellate per 591 unità se si aggiungono le unità in costruzione, questo dislocamento rappresentava il 70% del dislocamento di tutte le navi della Regia Marina all'inizio della guerra, ed era nettamente superiore al dislocamento del naviglio perso nei precedenti 39 mesi di guerra (334 757 tonnellate).
Gli aviatori italiani rimasti fedeli al governo Badoglio, continuarono a far parte della Regia Aeronautica: alcuni reparti della stessa infatti si rischieravano o erano già presenti da prima dell'armistizio, per lo più nelle basi salentine di Galatina, Leverano, Brindisi, Grottaglie, Manduria ancora non raggiunte degli anglo-americani e lasciate dai tedeschi in ritirata.

## Le ricerche storiche sul luogo della stipula

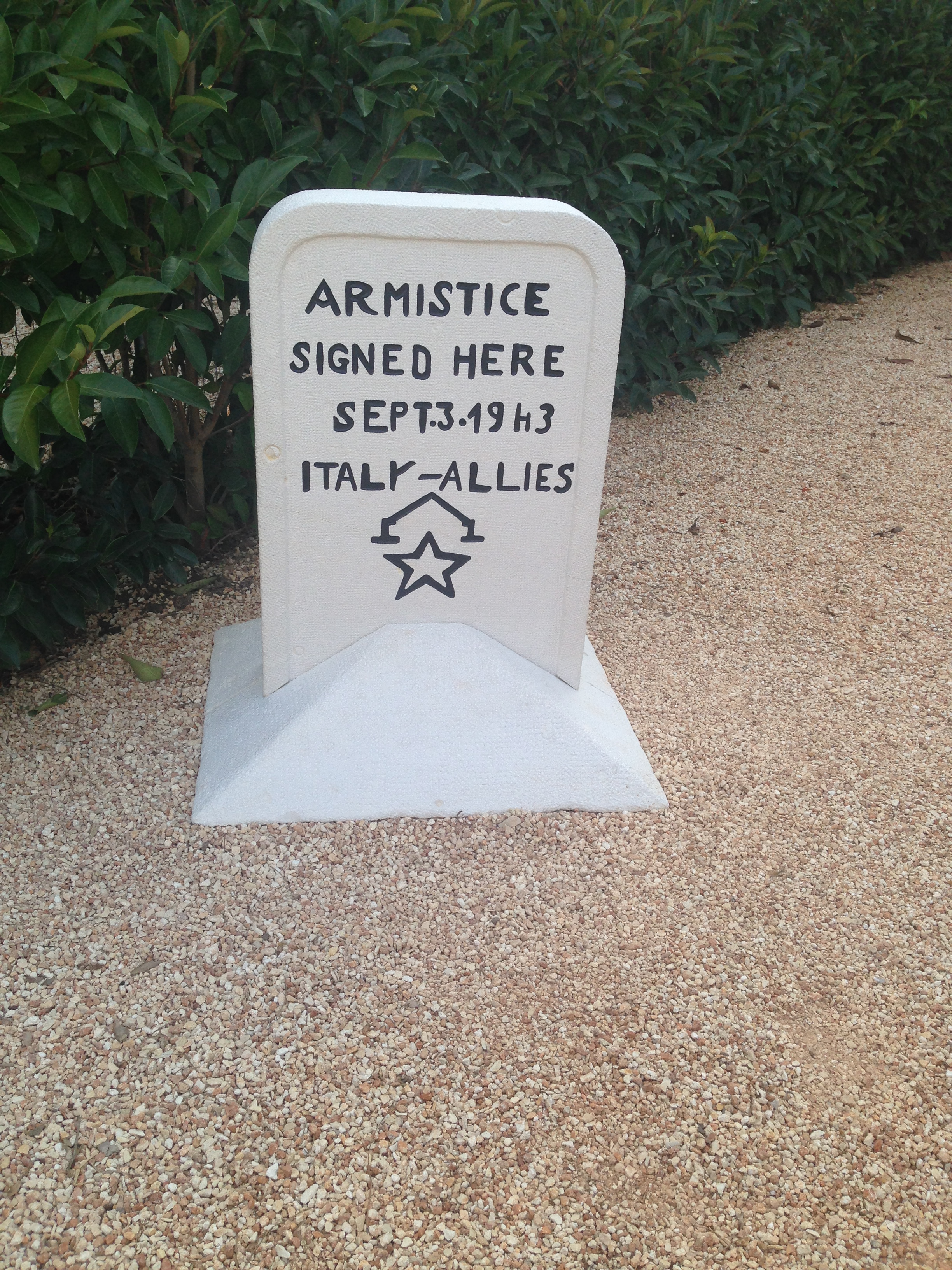
Il nuovo cippo dell'armistizio inaugurato il 3 settembre 2016

Il luogo esatto della firma è stato per diversi anni oggetto di controversia. Subito dopo la firma, avvenuta, come già detto, in una tenda presso un uliveto di proprietà della baronessa Liliana Sinatra Grande a pochi chilometri a nord di Cassibile, venne lasciata, nel punto esatto della firma, una lapide. Questa lapide (ribattezzata Pietra della pace) venne però trafugata il 4 giugno 1955 dal giornalista Enrico de Boccard, che per questa ragione venne processato per danneggiamento, ma da allora si persero le tracce del punto esatto.
Negli anni successivi venne posta erroneamente una lapide presso il mulino nella proprietà della marchesa di Cassibile, ma essa venne più volte distrutta perché considerata "un ricordo infame". Anche i tentativi di creare un museo dell'armistizio a Cassibile sono stati vani fino a oggi. Il 3 settembre 2016, grazie al sostegno dell'associazione Lamba Doria e il favore dell'erede dell'antica proprietaria, è stata riposizionata una nuova lapide (seppur non nel punto esatto dove vi era la precedente).

## Filmografia
- Tutti a casa, con Alberto Sordi regia di Luigi Comencini, Italia, 1960.
- Io e il re, con Laura Morante, Franco Nero, Carlo Delle Piane regia di Lucio Gaudino, Italia, 1995.

## Opere sull'argomento
- Albert N. Garland e Howard McGaw Smyth, Sicily and the surrender of Italy (PDF), Washington D.C., Center of Military History, 1993.
- Elena Aga-Rossi, Una nazione allo sbando. L'armistizio italiano del settembre 1943 e le sue conseguenze. Bologna, Il Mulino, 2003
- Cesare Amé, Guerra segreta in Italia, 1940-1943, Casini, 1954
- Rick Atkinson, Il giorno della battaglia, Mondadori, 2008
- Pietro Badoglio, L'Italia nella seconda guerra mondiale - memorie e documenti, Mondadori, 1946
- Lorenzo Baratter, Le Dolomiti del Terzo Reich, Mursia, 2005
- Silvio Bertoldi, I tedeschi in Italia, Rizzoli, 1964
- Silvio Bertoldi, Apocalisse italiana. Otto settembre 1943. Fine di una nazione, Milano, Rizzoli, 1998.
- Gianfranco Bianchi, 25 luglio, crollo di un regime, Milano, 1963
- Carlo De Biase, L'otto settembre di Badoglio, Edizioni Il Borghese, 1968
- Marc'Antonio Bragadin, Che ha fatto la Marina, Garzanti, 1949
- Christopher Buckley, Road to Rome, Hodden & Stoughton, Londra, 1945
- Giacomo Carboni, Più che il dovere, Danesi, 1952
- Giacomo Carboni, Le verità di un generale distratto sull'8 settembre, Beta, 1966
- Guido Cassinelli, Appunti sul 25 luglio, Sappi, 1944
- Giuseppe Castellano, Come firmai l'armistizio di Cassibile, Mondadori, 1945
- Giuseppe Castellano, La guerra continua, Rizzoli, 1963
- Enrico Caviglia, Diario: aprile 1925-marzo 1945, Casini, 1952
- Winston Churchill, La Campagna d'Italia, Mondadori, 1951
- Enzo Collotti, L'amministrazione tedesca dell'Italia occupata, Lerici, 1963
- Ezio Costanzo, Sicilia 1943. Breve storia dello sbarco alleato, Le Nove Muse Editrice, 2003
- Dwight Eisenhower, Crusade in Europe, Doubleday, New York, 1948
- Agostino Degli Espinosa, Il Regno del Sud: 8 settembre 1943-4 giugno 1944, Migliaresi, 1946
- Samuel Hoare, Ambassador on special mission, Collins, Londra, 1946
- Luigi Federzoni, Italia di ieri per la storia di domani, Mondadori, 1967
- Enzo Emilio Galbiati, Il 25 luglio e la MVSN, Bernabò, 1950
- Joseph Goebbels, Diario intimo, Mondadori, 1947
- Rodolfo Graziani, Ho difeso la patria, Garzanti, 1948
- Raffaele Guariglia, Ricordi: 1922-1944, S.E.I., 1949
- Davide Lajolo, Il voltagabbana, 1963
- Alessandro Lessona, Memorie, Sansoni, 1958
- Oreste Lizzadri, Il regno di Badoglio. Milano, Edizioni Avanti!, 1963
- Luigi Longo, Un popolo alla macchia. Milano, Mondadori, 1952
- Paolo Monelli, Roma 1943. Torino, Einaudi, 1993
- Bernard Lawrence Montgomery, Memorie, Mondadori, 1959
- Ivan Palermo, Storia di un armistizio, Mondadori, 1967
- Rudolph Rahn, Ambasciatore di Hitler a Vichy e a Salò, Garzanti, 1950
- Mario Roatta, Otto milioni di baionette - l'Esercito italiano in guerra dal 1940 al 1944, Mondadori, 1946
- Carlo Scorza, La notte del Gran Consiglio, Cappelli, 1969
- Carmine Senise, Quando ero capo della Polizia, Ruffolo, 1946
- Marcello Soleri, Memorie, Einaudi, 1949
- Attilio Tamaro, Due anni di storia: 1943-1945, Tosi, 1948
- Mario Toscano, Dal 25 luglio all'8 settembre, Le Monnier, 1966
- Peter Tompkins, Italy betrayed, Simon & Schuster, New York, 1966
- Mario Torsiello, Settembre 1943, Cisalpino, 1963
- Mario Toscano, Pagine di storia diplomatica contemporanea, Giuffré, 1963
- Amedeo Tosti (ps. Historicus), Da Versailles a Cassibile, Cappelli, 1954
- Stefano Vecchione, I, 19 settembre 2010, pp. 15-21; II, 5 ottobre 2010, pp. 15-21; III, 10 ottobre 2010, pp. 15-21, in Settembre 1943. La Calabria nella grande storia, Il Quotidiano della Calabria.
- Ruggero Zangrandi, 1943: 25 luglio-8 settembre, Milano, Feltrinelli, 1964
- Ruggero Zangrandi, L'Italia tradita. 8 settembre 1943, Milano, Mursia, 1971
- Ruggero Zangrandi, Il lungo viaggio attraverso il fascismo, Milano, Feltrinelli, 1976
- Giacomo Zanussi, Guerra e catastrofe d'Italia, Roma, Corso, 1945-1946.